# Colored Orphan Asylum

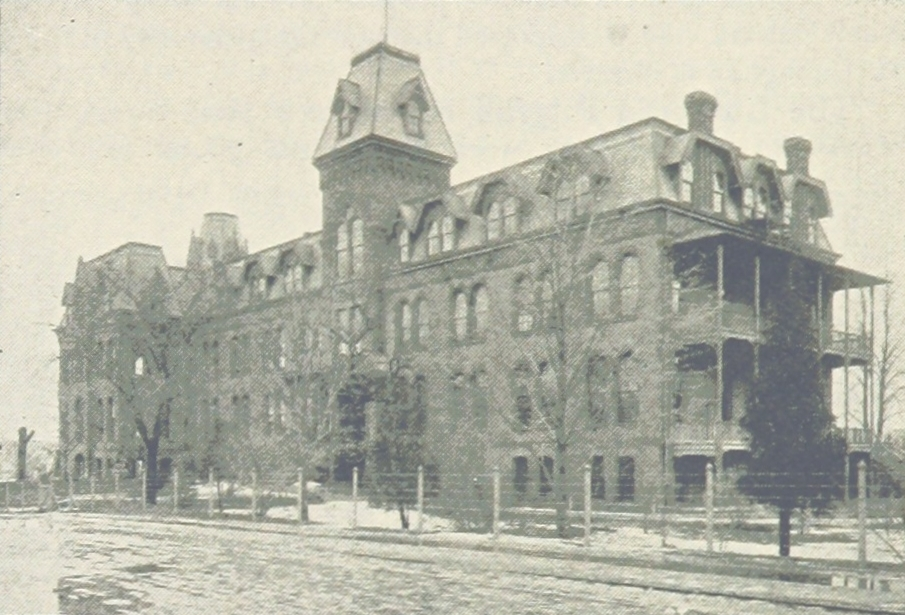
Colored Orphan Asylum (1893)

Das Colored Orphan Asylum war eine Einrichtung in New York City, die von 1836 bis 1946 bestand. Es war eines der ersten Waisenhäuser in den USA, das schwarze Kinder aufnahm. Der erste Standort war in der Fifth Avenue zwischen der 42. und 43. Straße in Midtown Manhattan, ein vierstöckiges Gebäude mit zwei Flügeln. Später zog es nach Upper Manhattan und dann nach Riverdale in der Bronx um.

## Geschichte

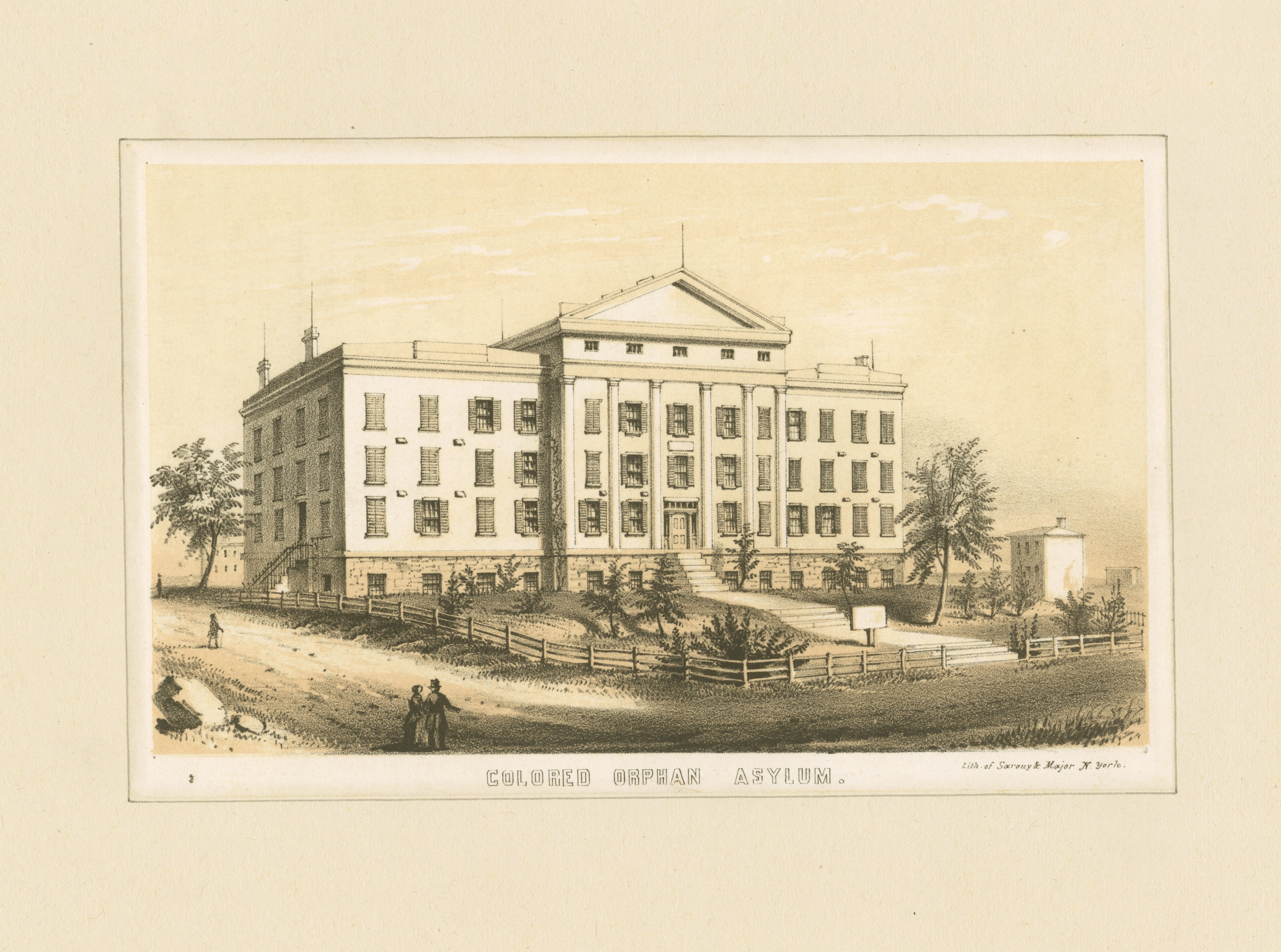
Colored Orphan Asylum (1861)

Das Colored Orphan Asylum wurde 1836 in Manhattan von drei Quäkern gegründet: Anna und Hanna Shotwell und Mary Lindley Murray. Es war eines der ersten seiner Waisenhäuser der Vereinigten Staaten, das schwarze Kinder aufnahm, deren Eltern gestorben oder nicht in der Lage waren, für sie zu sorgen. Vor seiner Gründung wurden verwaiste schwarze Kinder in Gefängnissen untergebracht oder arbeiteten als Bettler oder Schornsteinfeger, da die Waisenhäuser sich weigerten, sie aufzunehmen. Das Waisenhaus bot anfangs nur für Kleinkinder eine Schulausbildung an, da man der Meinung war, dass ihre Schützlinge als Schwarze und Waisen in der Gesellschaft nicht weit kommen würden. Ältere Kinder waren an die Schuldknechtschaft gebunden, d. h. sie wurden bei schwarzen und weißen Familien unter Vertrag genommen, um bis zum Alter von 21 Jahren einen Beruf oder eine Fertigkeit zu erlernen. Die Familien zahlten im Gegenzug eine geringe Gebühr an das Colored Orphan Asylum für die erbrachten Leistungen, die in der Bank hinterlegt wurden, wenn das Kind die Einrichtung verließ. 1897 wurde der Schulbesuch auf die sechste Klasse ausgeweitet, und mehrere Schüler wurden zum weiteren Studium an das Hampton Institute geschickt. Im Jahr 1918 wurde die Schulzeit auf die achte Klasse ausgeweitet, und das Indenture-System entwickelte sich zu einem lockeren Pflegesystem, bei dem das Kind in die Familie aufgenommen wurde und seine Ausbildung fortsetzen konnte. 1846 wurde Dr. James McCune Smith, der erste zugelassene afroamerikanische Arzt des Landes, zum medizinischen Leiter des Waisenhauses ernannt. Das Waisenhaus zog mehrmals innerhalb Manhattans um.

### Unruhen 1863

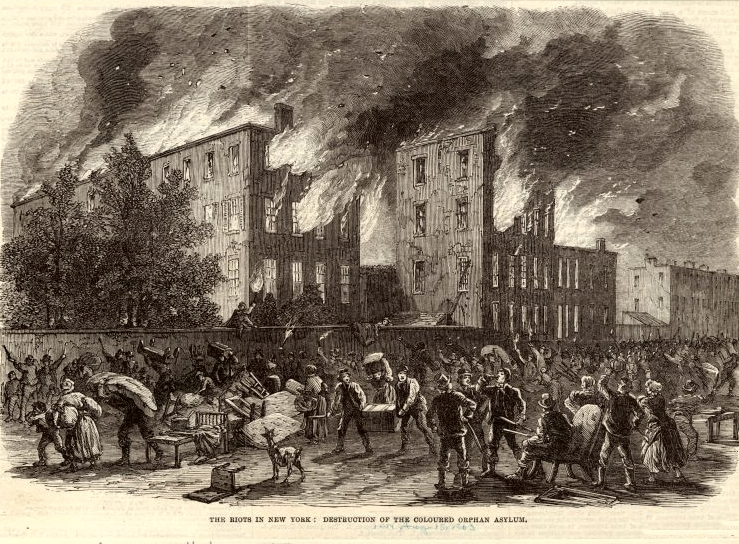
Brand des Colored Orphan Asylum während der Draft Riots (1863)

Im März 1863 wurde die Wehrpflicht in den Vereinigten Staaten verschärft, und die Bundesregierung wählte die Bürger für die Einberufung mittels eines Lotteriesystems aus. Diejenigen, die ausgewählt wurden, konnten einen Ersatzmann anheuern oder an die Regierung zahlen, aber die meisten Männer aus der Arbeiterklasse konnten sich keinen Ersatzmann leisten, während Schwarze von der Einberufung ausgeschlossen waren (sie galten damals nicht als Bürger der Vereinigten Staaten). Weiße Männer aus der Arbeiterklasse, die über die Einberufungsgesetze wütend waren, randalierten und griffen Bundesgebäude und schwarze Viertel an. Das Colored Orphan Asylum wurde am 13. Juli 1863, dem ersten Tag der New Yorker Einberufungsunruhen, von irischen Mobs niedergebrannt.

### Wiederaufbau
Das Asyl wurde 1867 von den Quäkern an der 143rd Street und Amsterdam Avenue wieder aufgebaut. Die Einrichtung zog 1907 in ein neues Gebäude in Riverdale in der Bronx um. Am neuen Standort verfolgte das Waisenhaus ein neues Konzept, indem es seine Schützlinge mit 25 Kindern und einer Hausmutter in jeder Hütte unterbrachte. Das neue Konzept wurde positiv aufgenommen und förderte die Eigenverantwortung und Selbstachtung der Kinder. 1910 erwarb die Anstalt eine Farm in Dutchess County, auf der die Jungen praktische Fertigkeiten erlernen konnten.
1944 wurde die Anstalt in Riverdale Children’s Association umbenannt und wandelte sich 1946 in ein Pflegeheim um. Das Gebäude wurde später zum Hebrew Home for the Aged.